# يعقوب أباد (كاني سور)
یعقوب أباد (بالفارسية: یعقوب‌آباد) هي قرية تقع في إيران في قسم کاني سور الريفي. يقدر عدد سكانها بـ 227 نسمة .